# لیرجت ۸۵
لیرجت ۸۵ (به انگلیسی: Learjet 85) یک هواگرد ساختِ کارخانهٔ بمباردیه اروسپیس در کشور کانادا است. این هواگرد برای نخستین بار در ۹ آوریل ۲۰۱۴ میلادی مورد استفاده قرار گرفت.